# Furacão Madeline (2016)
O furacão Madeline foi o primeiro de dois ciclones tropicais que ameaçou com tocar terra no Havaí como furacão, e o outro é a furacão Lester. A décimo quarta tempestade nomeada, o oitavo furacão e quinto furacão maior da temporada de furacões no Pacífico de 2016, Madeline desenvolveu-se num área de baixa pressão que se formava bem ao sul-sudoeste da Baixa Califórnia. Para 26 de agosto, a perturbação converteu-se numa depressão tropical, antes de converter-se numa tempestade tropical pouco depois. O cisalhamento do vento inicialmente inhibiu o desenvolvimento, no entanto quando o ciclone virou ao noroeste, Madeline experimentou uma intensificação rápida como uma característica do olho desenvolvida dentro da tempestade a 29 de agosto.
Finalmente, Madeline atingiu um furacão maior de categoria 4 ao dia seguinte. O furacão começou a debilitar-se quando o cisalhamento do vento começou a aumentar à medida que se acercava ao Havaí. Para 1 de setembro, Madeline debilitou-se a uma tempestade tropical e passou justo ao sul da Ilha Grande do Havai, arrojando fortes chuvas, ondas e rajádas de vento à ilha. O ciclone eventualmente degenerou num remanescente baixo a 2 de setembro antes de dissipar ao dia seguinte.
Dantes de Madeline e Lester para o este, o estado do Havaí começou a preparar para um embate potencialmente histórico, possivelmente dois, à medida que se acercavam os furacões. Emitiram-se advertências de furacão para a Ilha do Havai em preparação para a iminente chegada a terra. Quando Madeline se acercou, algo mais débil do esperado, se declarou um estado de emergência para todo o estado do Havaí, com dúzias de refúgios de emergência abrindo na Ilha Havai. As escolas públicas fecharam-se até 1 de setembro devido ao furacão e recomendou-se-lhes que permaneçam afastadas das estradas e que permaneçam dentro de abrigo se fosse possível. Madeline causou menos danos que os esperados, principalmente devido ao seu trote para o sul e ao estado perdido como uma tempestade tropical, no entanto, as áreas do Havaí ainda experimentaram às vezes fortes chuvas, inundações, marés de tempestade e ventos fortes.

## História meteorológica

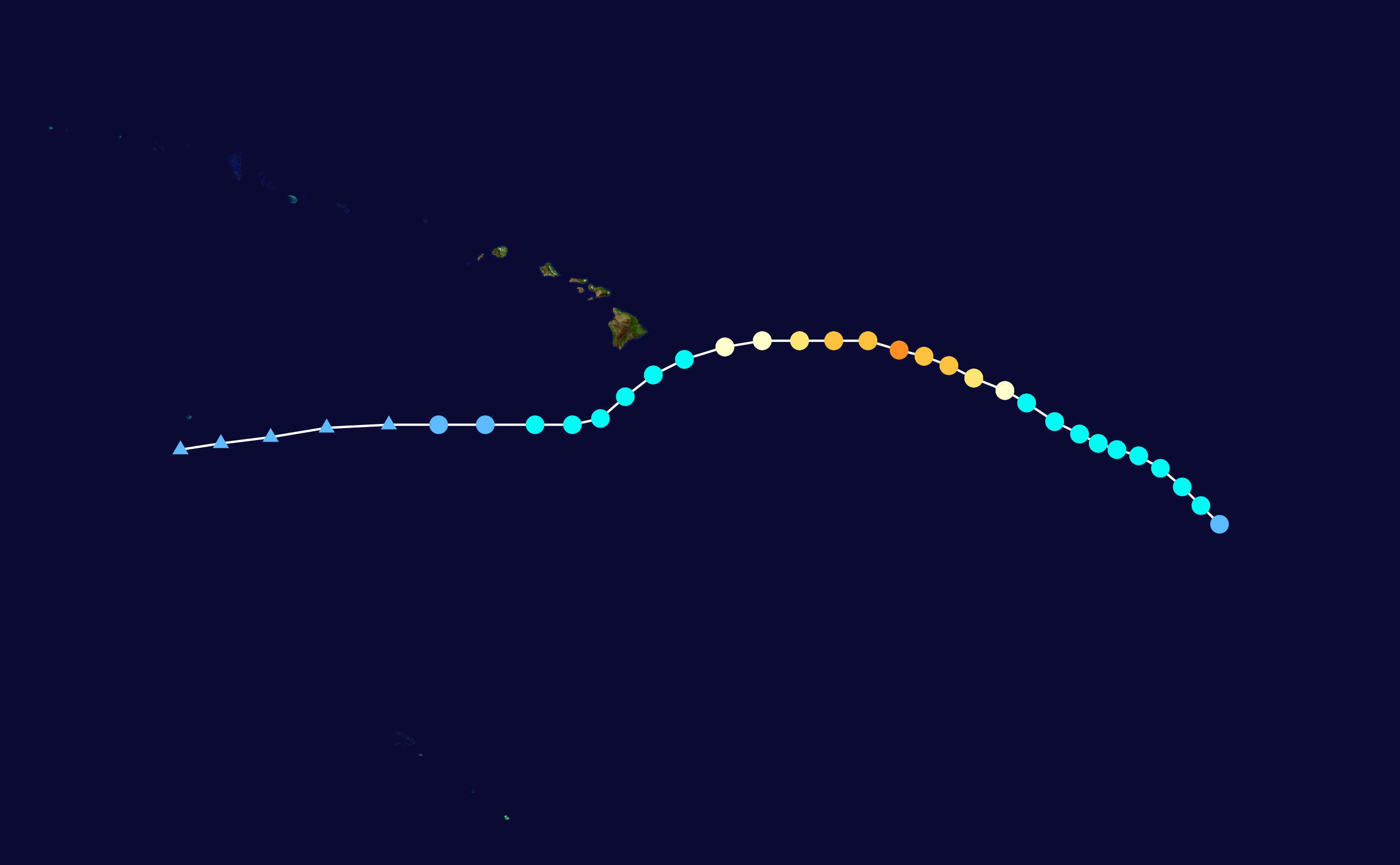
Mapa que traça a trajectória e a intensidade da tempestade, de acordo com a escala de furacões de Saffir-Simpson

A 22 de agosto, o Centro Nacional de Furacões começou a monitorar um amplo área de baixa pressão que se formava a umas 1.000 milhas (1.600 km) ao sul-sudoeste do extremo sul da Baixa Califórnia. Durante os dias seguintes, a perturbação organizou-se gradualmente à medida que avançava para o oeste através do Pacífico. A atividade da tempestade de trovões aumentou a 25 de agosto, e como a perturbação se agrupou ainda mais ao dia seguinte, se estima que a depressão tropical Catorze-E se formou às 18:00 UTC de 26 de agosto, a aproximadamente 1.125 milhas (1.810 km) ao leste-sudeste da Ilha Grande do Havai. As características de bandas convectivas formaram-se ao oeste do ciclone, e a depressão melhorou-se posteriormente à tempestade tropical que foi nomeada Madeline na meia-noite de 27 de agosto. Movendo para o noroeste baixo a influência de estar localizado na periféria sudoeste de uma crista de nível médio, Madeline fortaleceu-se lentamente num ambiente de cisalhamento do vento moderado, antes de cruzar 140°W e entrar à bacia do Pacífico Central na meia-noite de 28 de agosto, momento no que se transferiu o poder de emitir avisos sobre ciclones tropicais ao Centro de Furacões do Pacífico Central.

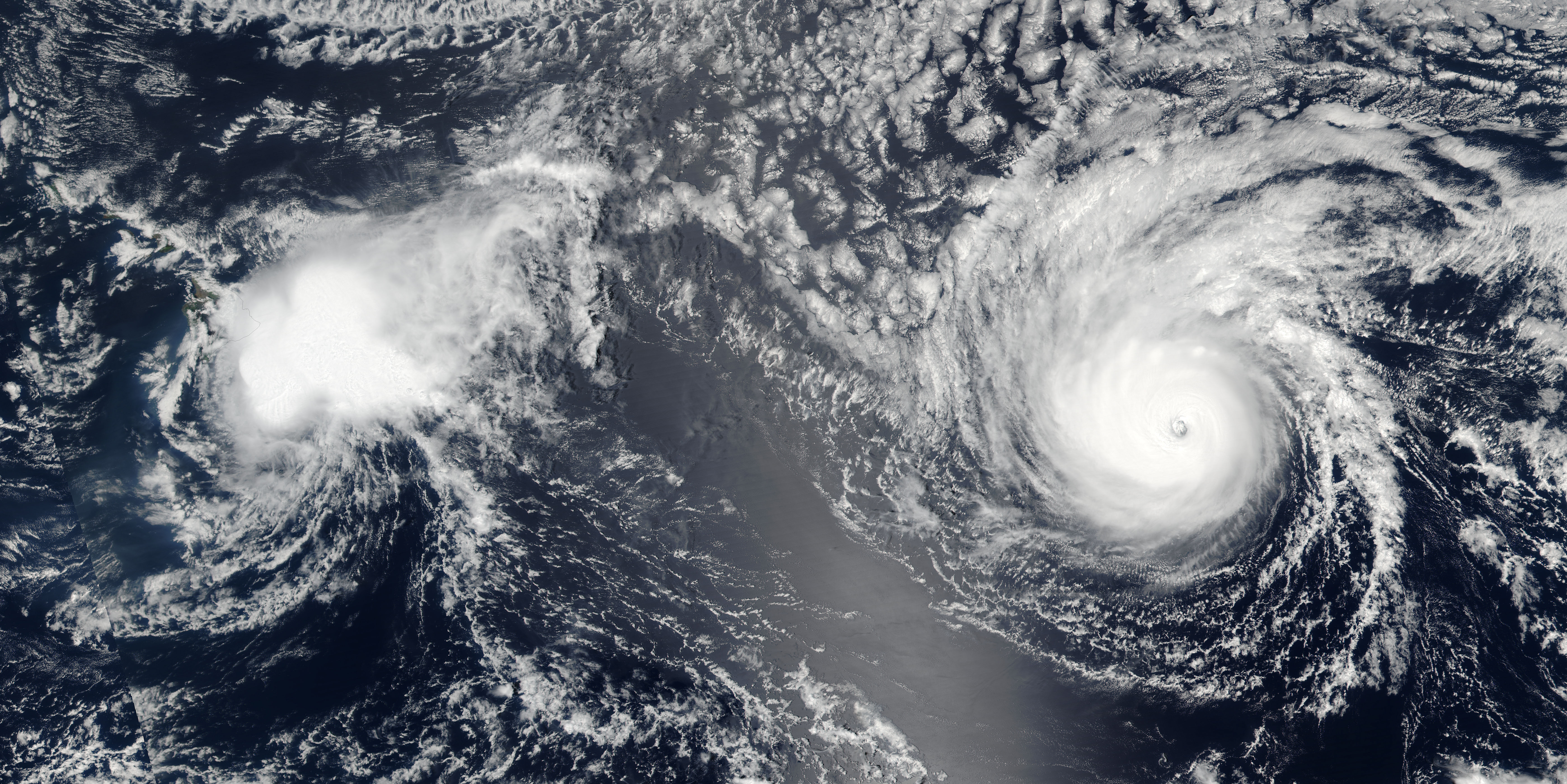
O furacão Madeline que se debilita para perto do Havaí a 31 de agosto, junto com o furacão Lester bem mais forte para o leste

Uma vez no Pacífico Central, Madeline mudou pouco em intensidade até às 03:00 UTC de 29 de agosto, momento no que Madeline começou a experimentar um período de intensificação rápida como uma função ocular desenvolvida num nublado central denso organizador, e foi actualizado a um furacão às 09:00 UTC desse dia. Impulsionado por temperaturas quentes da superfície do mar superiores a 27°C (81°F) e baixa cisalhamento do vento, Madeline continuou fortalecendo-se rapidamente e, às 21:00 UTC, converteu-se num furacão maior, o quinto da temporada. O furacão atingiu a sua intensidade máxima como um poderoso furacão de categoria 4 às 06:00 UTC do dia seguinte com ventos de 130 mph (210 km/h) e uma pressão mínima de 950 milibares (28.05 inHg). Mais tarde nesse dia, no entanto, a apresentação na nuvem de Madeline começou a degradar-se já que o cisalhamento do vento aumentou levemente devido a um canal elevado que se encontrava para perto do Havaí, e ao meio dia de 30 de agosto, com a amostra de um avião de reconhecimento da Força Aérea, o furacão caiu por abaixo da intensidade dos furacões a princípios de 31 de agosto quando se acercava ao Havaí. Produziu-se um debilitamento adicional e seis horas mais tarde tinha-se debilitado a um furacão de categoria 1. O olho desapareceu depois do satélite e os dados de reconhecimento indicaram que os centros de nível baixo e meio começaram a se alongar. Mais tarde nesse dia, a circulação ficou exposta pela convecção já que o cisalhamento do vento continuou afectando ao ciclone, e com o tempo debilitou-se a uma tempestade tropical a princípios de 1 de setembro. A convecção mais profunda foi empurrada para o nordeste do centro. Apesar das temperaturas favoráveis da superfície do mar, o cisalhamento do vento continuou causando estragos em Madeline, e ainda que produziu-se um novo estalido de convecção sobre o centro, a tempestade tropical continuou deteriorando-se ainda mais em sua estrutura. Eventualmente, a princípios de 3 de setembro, Madeline abriu-se a uma depressão de baixa pressão ao sul-sudoeste do Havaí.

## Preparações

Loop satelital infravermelho do radar de Madeline fazendo a sua aproximação mais próxima ao Havaí a 1 de setembro

Quando Madeline se intensificou rapidamente a 29 de agosto, o que representa uma grande ameaça para o Havaí, se emitiu uma alerta de furacão para o condado de Havaí. No dia seguinte emitiu-se um aviso de tempestade tropical e uma alerta de tempestade tropical para o condado de Havaí e o condado de Maui, quando Madeline se deslocou ao Havaí. O Centro de Furacões do Pacífico Central emitiu um aviso de furacão para o condado de Havaí nesse mesmo dia, a primeira desde o Iselle no ano de 2014. Os relógios no condado de Maui modificaram-se a advertência de tempestade tropical a 31 de agosto. A advertência de furacão reduziu-se à advertência de tempestade tropical mais tarde nesse dia quando Madeline se debilitou e não conseguiu tocar terra no estado. Todas as advertências se suspenderam a 1 de setembro quando Madeline se debilitou e se afastou das ilhas.
O governador do Havaí David Ige declarou o estado de emergência a 30 de agosto como se acercou a Madeline, posteriormente, citando que um período de ajuda de emergência esteja vigente de 31 de agosto a 9 de setembro de 2016 na preparação de um possível impacto do furacão Lester. A Cruz Vermelha Americana abriu mais de uma dúzia de refúgios de emergência para oferecer alimentos, água e outros fornecimentos essenciais. Todas as escolas públicas se fecharam na Ilha Grande até 1 de setembro quando Madeline se acercou. Também se recomendou encarecidamente aos residentes que permaneçam no interior durante a tempestade. A ponte de Umauma (Estrada 19) fechou-se em ambas direcções em antecipação aos fortes ventos que impactam na ponte.

### Impacto
Apesar de que Madeline afectou à Ilha Grande, não atingiu a maior latitude prevista por alguns meteorólogos. Em mudança, um movimento para o sul do sistema causou impactos muito menos do que realmente se antecipou. Ainda assim, Madeline produziu fortes chuvas e ventos fortes na Ilha Grande. Em múltiplas localizações, as rajádas de vento excederam as 40 mph (65 km/h), a mais alta registada em Waimea, que registou uma rajáda máxima de 60 mph (95 km/h). As acumulações totais de chuva ascenderam a 5-11 polegadas (13-28 cm) em toda a ilha grande. Algumas estradas baixas e propensas a inundações em Fio foram inundadas brevemente mas não se reportaram danos significativos.